# Martyrs polonais de la Seconde Guerre mondiale
 (décembre 2016).
Si vous disposez d'ouvrages ou d'articles de référence ou si vous connaissez des sites web de qualité traitant du thème abordé ici, merci de compléter l'article en donnant les références utiles à sa vérifiabilité et en les liant à la section « Notes et références ».
Les 108 martyrs polonais de la Seconde Guerre mondiale sont un groupe de victimes de la persécution religieuse menée par les nazis sous l'occupation de la Pologne, au cours de la Seconde Guerre mondiale. Ce groupe est composé de trois évêques, soixante-dix-neuf prêtres, sept religieux, huit religieuses et onze laïcs. Ils sont vénérés comme bienheureux et martyrs par l'Église catholique.

## Liste des martyrs

### Évêques
1. Antoni Julian Nowowiejski (en) (1858-1941), archevêque de Płock, déporté et mort au camp de concentration de Soldau
2. Leon Wetmański (pl) (1866-1941), évêque, déporté et mort au camp de concentration de Soldau
3. Władysław Goral (1898-1945), évêque, déporté et mort au camp de concentration de Sachsenhausen

### Prêtres
1. Adam Bargielski

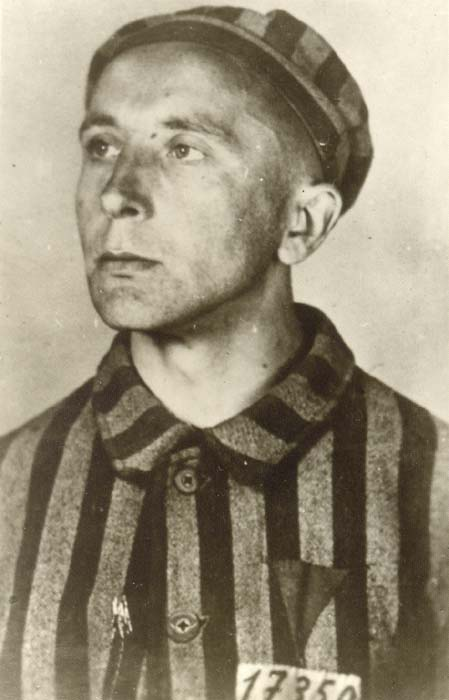
Bx Joseph Kowalski

2. Aleksy Sobaszek(1895-1942), prêtre diocésain, mort en camp de concentration.
3. Alojzy Liguda
4. Alphonse-Marie du Saint-Esprit (1891-1944), prêtre carme déchaussé, fusillé à Rudawa
5. Anastazy Pankiewicz (1882-1942), prêtre franciscain, mort à Dachau.
6. Anicet Koplinski (1866-1941) prêtre capucin, mort déporté à Auschwitz[1].
7. Antoni Beszta-Borowski
8. Antoni Rewera
9. Antoni Leszczewicz (1890-1943), prêtre marianiste de l'Immaculée, enfermé dans une grange que les miliciens collaborationnistes feront brûler
10. Antoni Świadek (pl) (1909–1945), prêtre diocésain, mort à Dachau.
11. Antoni Zawistowski (1882-1942), prêtre diocésain, déporté et mort au camp de concentration de Dachau
12. Antonin Bajewski (1915-1941), prêtre franciscain conventuel, déporté et mort au camp de concentration d'Auschwitz
13. Bolesław Strzelecki
14. Casimir Grelewski (1890-1942), prêtre, responsable de l'école de Radom.
15. Dominik Jedrzejewski
16. Edward Detkens
17. Edward Grzymala
18. Emil Szramek
19. Fidèle Chojnacki
20. Florian Stepniak
21. Franciszek Dachtera (pl)
22. Franciszek Drzewiecki
23. Franciszek Rogaczewski
24. Franciszek Roslaniec
25. Georges Kaszyra (1904-1943), prêtre marianiste biélorusse, brûlé dans une grange.
26. Grzegorz Boleslaw Frackowiak
27. Henryk Hlebowicz
28. Henryk Kaczorowski
29. Henryk Krzysztofik
30. Hilary Pawel Januszewski
31. Innocent Guz (1890-1940), prêtre franciscain conventuel, déporté et mort au camp de concentration de Sachsenhausen.
32. Jan Nepomucen Chrzan (1885–1942), prêtre diocésain, déporté et mort au camp de concentration de Dachau
33. Jerzy Kaszyra (1910–1943), prêtre marianiste, brûlé à Rosica, Biélorussie
34. Józef Achilles Puchała (1911–1943), prêtre franciscain, exécuté près d'Iwieniec, Biélorussie
35. Józef Cebula (1902-1941), prêtre oblat
36. Józef Czempiel (1883-1942), prêtre diocésain, mort à Dachau.
37. Józef Jankowski (1910-1941, prêtre pallottin, déporté et mort au camp de concentration d'Auschwitz.
38. Joseph Kowalski (1911-1941), prêtre salésien, déporté et mort au camp de concentration d'Auschwitz.
39. Józef Kurzawa
40. Joseph Kut (1905-1942), prêtre diocésain, déporté et mort au camp de concentration de Dachau.
41. Józef Pawlowski (1890-1942), recteur du séminaire de Kielce, déporté et mort au camp de concentration de Dachau.
42. Józef Stanek
43. Józef Straszewski
44. Kazimierz Gostyński
45. Kazimierz Sykulski (pl)
46. Krystyn Gondek
47. Léon Nowakowski
48. Ludwik Gietyngier
49. Ludwik Mzyk
50. Ludwik Pius Bartosik
51. Maksymilian Binkiewicz
52. Marian Górecki
53. Marian Konopinski
54. Marian Skrzypczak (pl) (1909-1939), prêtre diocésain, brutalisé puis fusillé par un groupe des jeunesse hitlériennes.
55. Michal Ozieblowski
56. Michal Piaszczynski
57. Michal Wozniak
58. Mieczyslaw Bohatkiewicz
59. Narcyz Putz
60. Narcyz Turchan
61. Karol Herman Stępień (pl) (1910-1943), prêtre franciscain, brûlé dans une grange.
62. Piotr Edward Dankowski (1908-1942), prêtre diocésain, déporté et mort au camp de concentration d'Auschwitz
63. Romain Archutowski (1882–1943), prêtre diocésain, déporté et mort au camp de concentration de Majdanek[2]
64. Roman Sitko (1880-1942), prêtre diocésain, déporté et mort au camp de concentration d'Auschwitz
65. Stanisław Kubista (1898–1940), prêtre de la Société du Verbe Divin, déporté et mort au camp de concentration de Sachsenhausen
66. Stanisław Kubski (1876–1942), prêtre diocésain, déporté et mort au camp de concentration de Dachau
67. Stanisław Mysakowski (1896–1942), prêtre diocésain, déporté et mort au camp de concentration de Dachau
68. Stanisław Pyrtek (1913–1942), prêtre diocésain, exécuté à Berezwecz
69. Stefan Grelewski (1899–1941), prêtre diocésain, dépoté et mort au camp de concentration de Dachau
70. Wincenty Matuszewski (1869–1940), prêtre diocésain
71. Władysław Błądziński (1908–1944), prêtre michaélite, déporté et mort au camp de concentration de Gross-Rosen
72. Władysław Demski (1884–1940), prêtre diocésain, déporté et mort au camp de concentration de Sachsenhausen
73. Władysław Maćkowiak (1910–1942), prêtre diocésain, exécuté à Berezwecz
74. Władysław Mączkowski (1911–1942), prêtre diocésain, déporté et mort au camp de concentration de Dachau
75. Władysław Miegoń (1892–1942), aumônier militaire, déporté et mort au camp de concentration de Dachau
76. Włodzimierz Laskowski (1886–1940), prêtre diocésain, déporté et mort au camp de concentration de Gusen
77. Wojciech Nierychlewski (1903–1942), prêtre franciscain conventuel, déporté et mort au camp de concentration d'Auschwitz
78. Zygmunt Pisarski (1902–1943), prêtre diocésain
79. Zygmunt Sajna (1897–1940), prêtre diocésain, exécuté dans le massacre de Palmiry, près de Varsovie

### Religieux
1. Brunon Zembol (1905–1942), déporté et mort au camp de concentration de Dachau
2. Grzegorz Bolesław Frąckowiak (1911-1943), religieux de la Société du Verbe Divin, guillotiné à Dresde
3. Józef Zapłata (1904–1945), déporté et mort au camp de concentration de Dachau
4. Marcin Oprządek (1884–1942), déporté et mort au camp de concentration de Dachau
5. Boniface Zukowski (1913–1942), déporté et mort au camp de concentration d'Auschwitz
6. Stanisław Tymoteusz Trojanowski (1908–1942), déporté et mort au camp de concentration d'Auschwitz
7. Symforian Ducki (1888–1942), déporté et mort au camp de concentration d'Auschwitz

### Religieuses

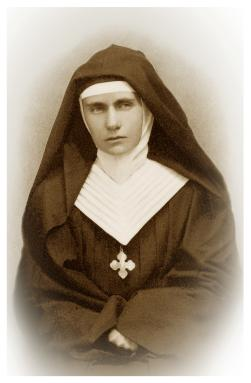
Bse Alicja Jadwiga Kotowska.

1. Alice Kotowska (1899-1939), de l'Institut des Sœurs de la Résurrection, fusillée à Wejherowo
2. Ewa Noiszewska (1885–1942), exécutée à Góra Pietrelewicka, près de Slonim, Biélorussie
3. Julia Rodzińska (pl) (1899-1945), sœur dominicaine, déportée et morte au camp de concentration de Stutthof
4. Katarzyna Celestyna Faron (1913–1944), déportée et morte au camp de concentration d'Auschwitz
5. Maria Antonina Kratochwil (1881–1942), de l'Institut des Sœurs des écoles Notre-Dame, torturée, emprisonné et morte à la prison de Stanisławów
6. Maria Klemensa Staszewska (1890–1943), déportée et morte au camp de concentration d'Auschwitz
7. Marta Wołowska (1879–1942), exécutée à Góra Pietrelewicka, près de Slonim, Biélorussie
8. Mieczysława Kowalska (pl) (1902–1941), déportée et morte au camp de concentration de Soldau

### Laïcs
1. Bronisław Kostkowski (1915–1942), séminariste, déporté et mort au camp de concentration de Dachau
2. Czesław Jóźwiak (1919–1942), guillotiné dans la prison de Dresde
3. Edward Kaźmierski (1919–1942), guillotiné dans la prison de Dresde
4. Edward Klinik (1919–1942), guillotiné dans la prison de Dresde
5. Franciszek Kęsy (1920–1942), guillotiné dans la prison de Dresde
6. Franciszek Stryjas (pl) (1882–1944), mort dans la prison de Kalisz
7. Jarogniew Wojciechowski (1922–1942), guillotiné dans la prison de Dresde
8. Marianna Biernacka (1888–1943), exécutée sommairement à la place d'une femme enceinte
9. Natalia Tułasiewicz (1906-1945), professeur et militante, déportée et morte au camp de concentration de Ravensbrück
10. Stanisław Starowieyski (1895–1941), déporté et mort au camp de concentration de Dachau
11. Tadeusz Dulny (1914–1942), séminariste, déporté et mort au camp de concentration de Dachau

## Béatification
La cause pour la béatification et la canonisation, de ce groupe victime du nazisme, a été introduite le 26 mai 1994 dans les différents diocèses polonais. Les enquêtes diocésaines ayant été unifiées, elles sont transmises à Rome en 1998 afin d'y être étudiée par la Congrégation pour les causes des saints.
Le 26 mars 1999, le pape Jean-Paul II reconnaît leur mort in odium fidei, leur attribuant ainsi le titre de martyrs, et signe le décret de béatification. Celle-ci est célébrée le 13 juin suivant, dans la Basilique de Lichen, lors du voyage apostolique du pape en Pologne.
Mémoire liturgique des 108 martyrs polonais fixée au 12 juin.